# شمرة عديمة الرائحة
الشمرة عديمة الرائحة (باللاتينية: Foeniculum subinodorum) نوع نباتي ينتمي إلى جنس الشمرة من الفصيلة الخيمية.

## الموئل والانتشار
موطن هذا النوع المغرب العربي.